# Liste von Persönlichkeiten der Stadt Heppenheim
Dies ist eine Liste von Persönlichkeiten der Stadt Heppenheim.

## Ehrenbürger
- Otto Ferrari, Sanitätsrat (Urkunde: 20. Februar 1947)
- Ferdinand Feuerbach, Amerikaner. Hochherzige Spende an seine Vaterstadt in Zeiten größter Not 1948, Namensgeber der nach ihm benannten Ferdinand-Feuerbach-Anlage (Urkunde: 25. August 1955)
- Elise Fillauer, zum 100. Geburtstag (Urkunde: 7. September 1954)
- Ludwig Oberndorf, Chefredakteur von 1947 bis 1961 der New Yorker Staatszeitung und Herold (Urkunde: 17. Juni 1963)
- Wilhelm Metzendorf (1911–1988), Bürgermeister von 1954 bis 1973
- Judith Buber-Agassi, Enkelin des jüdischen Religionsphilosophen Martin Buber (Urkunde 2004)
- Sebastian Vettel, Automobilrennfahrer (Urkunde 2010)
- Ferdinand Koob, Heimatforscher / Gründer und 1. Vorsitzender des Heppenheimer Geschichtsvereins (Urkunde: 3. Dezember 1971)

## In Heppenheim geborene Persönlichkeiten
- Anton Joseph Dorsch (1758–1819), Hochschullehrer, Aufklärer und Revolutionär
- Georg Wilhelm Strauch (1805–1868), Mathematiker, Lehrer, Rektor und Sachbuchautor
- Georg Friedrich Walz (1813–1862), Pharmakologe
- Marianne Cope (1838–1918), Nonne und Heilige
- Heinrich Metzendorf (1866–1923), Architekt
- Karl Löslein (1872–1922), Jurist und Bürgermeister der Stadt Bensheim
- Joseph Maria Schül (1873–1960), Landtagsabgeordneter (Zentrum)
- Georg Metzendorf (1874–1934), Architekt
- Wilhelm Haenlein (1876–1949), Weingutbesitzer und Mitglied des Provinziallandtages der Provinz Hessen-Nassau
- Wilhelm Adam Lulay (1901–1974), Politiker (CDU), Bundestagsabgeordneter
- Siegfried Fuchs (1903–1978), Buchbinder und Archäologe
- Ernst Schneider (1914–1944), Kaufmann, NS-Opfer
- Katharina Katzenmaier, Ordensname Schwester Theodolinde (1918–2000), Benediktinerin und NS-Opfer
- Erika Bauer (1927–2020), Germanistin, Sprachwissenschaftlerin und Hochschullehrerin
- Günther Metzger (1933–2013), deutscher Jurist und Politiker (SPD)
- Horst Antes (* 1936), Maler
- Hilde Ritterberger-Straub (* 1941), Pianistin und Klavierpädagogin
- Jürgen W. Falter (* 1944), Politologe
- Franz Lambert (* 1948), Musiker, Komponist und Organist
- Manfred Koob (1949–2011), Architekt und Hochschullehrer
- Jürgen Tautz (* 1949), Verhaltensforscher, Soziobiologe und Bienenexperte
- Claus K. Netuschil (* 1951), Galerist und Kunsthistoriker
- Esther Dischereit (* 1952), Schriftstellerin
- Wolfgang Busch (* 1955), Filmregisseur
- Max Eipp (* 1955), Schauspieler, Autor und Regisseur
- Norbert Schmitt (* 1955), Politiker (SPD), Abgeordneter des Hessischen Landtags
- Jürgen Groh (* 1956), Fußballspieler
- Karin Hartmann (* 1959), Politikerin, Abgeordnete des Hessischen Landtags
- Erwin Schwab (* 1964), Entdecker zahlreicher Kleinplaneten
- Thomas Berbner (* 1965), Fernsehjournalist und Dokumentarfilmer
- Thomas Zipp (* 1966), Maler, plastischer Künstler und Musiker
- Thomas Franck (* 1971), Fußballspieler
- Mathias Lenz (* 1985), Handballtorwart
- Michael Allendorf (* 1986), Handballspieler
- Stefan Schönegg (* 1986), Jazz- und Improvisationsmusiker
- Jennifer Stammler (* 1986), Fußballspielerin
- Steffen Mathes (1987–2020), Jazzmusiker
- Mai Thi Nguyen-Kim (* 1987), Chemikerin und Edutainerin
- Sebastian Vettel (* 1987), Automobilrennfahrer
- Karla Borger (* 1988), Volleyball- und Beachvolleyballspielerin
- Jens Hirschberg (* 1988), Basketballspieler
- Laura Wilde (* 1989), Sängerin
- Fabian Broghammer (* 1990), Fußballspieler
- Vivien Costanzo (* 1990), Politikerin
- Lukas Sauer (* 1991), Schauspieler und Model
- Marius Müller (* 1993), Fußballspieler
- Kristian Bećiri (* 1994), kroatischer Handballspieler
- Jeannie Lukaszewicz (* 1994), Journalistin und Model
- Max Lemke (* 1996), Kanute
- Jan-Niklas Shadan Mavigök (* 1997), Schauspieler
- Ann-Kathrin Dilfer (* 2001), Fußballspielerin
- Philipp Sonn (* 2004), Fußballspieler

## Sonstige bekannte Bürger
- Johannes Adam, reformierter Pfarrer um 1613, bezog Stellung gegen Hexenprozesse und Folter
- Hans Baumgartner, Gewinner der Silbermedaille im Weitsprung bei den Olympischen Spielen 1972 in München
- Margaretha Berg, Großmutter mütterlicherseits der früheren US-Schauspielerin Grace Kelly und späteren Fürstin Gracia Patricia von Monaco, geboren 1870 in Heppenheim
- Martin Buber, jüdischer Religionsphilosoph, wohnhaft in Heppenheim von 1916 bis 1938
- Heinrich Herrmann, geb. 1894, gest. 1980 in Heppenheim, Studienrat und Maler, 1946 Gründer und langjähriger Leiter der Kulturgemeinde und der Volkshochschule in Heppenheim, Initiator der Sternwarte Heppenheim, Träger des Bundesverdienstkreuzes
- Hansjörg Holzamer (1939–2019), ehemaliger Bundestrainer für Leichtathletik (Weitsprung), der unter anderem Hans Baumgartner und Florian Schwarthoff trainiert hat, Autor des Buches „Der Flug der Libelle“
- Hans-Ulrich Karalus (1923–2009), Ostpreuße und Wahlheppenheimer
- Ewald Könemann (1899–1976), Zentrale Persönlichkeit des Natürlichen Landbaus (Lebensreform-Bewegung)
- Vala Lamberger, Malerin und Zeichnerin, geboren 1877 in Mainz, gestorben 1953 in Heppenheim
- Karl Menninger, Mathematikhistoriker und Autor mathematischer Sachbücher
- Werner Pokorny (1949–2022), deutscher Bildhauer
- Hans Richter, Schauspieler, Gründer der Festspiele Heppenheim
- Ulrich W. Sahm, Journalist, Abitur 1968
- Bernhard Trares, Fußballspieler und -trainer
- Heinrich Winter (1898–1964), Heimatforscher
- Justus von Liebig, Chemiker, 10-monatige Lehrzeit in Heppenheim (1818/19)
- Katja Poensgen, geb. 1976 in Mindelheim (Unterallgäu), deutsche Rennfahrerin, aufgewachsen in Heppenheim von 1984 bis 2000
- Hans Kohl, Maler und Grafiker, geb. 1897 in Mainz, gestorben 1990 in Heppenheim
- Takashi Ochi, Mandolinist und Instrumentalpädagoge, gestorben 2010 in Heppenheim